# Lê Bật Tứ
Lê Bật Tứ (chữ Hán: 黎弼四; 1563-1627) là một nhà khoa bảng Việt Nam, đỗ Hoàng giáp khoa Mậu Tuất 1598. Ông từng làm quan dưới thời Lê trung hưng, đến chức Thượng thư Bộ Binh, Thiếu bảo, tước Diễn Gia hầu.

## Sự nghiệp
Lê Bật Tứ người xã Cổ Định, huyện Nông Cống (nay là thị trấn Nưa, huyện Triệu Sơn), Thanh Hóa, Việt Nam. Tổ tiên 9 đời của ông vốn mang họ Hứa, đến đời Trần, do kỵ húy mà cải sang họ Lê. Gia tộc ông nhiều đời làm đại quan, nhiều người đỗ đạt khoa bảng.
Năm 36 tuổi (1598), ông đỗ đệ nhị giáp tiến sĩ dưới triều vua Lê Thế Tông. Khi đó nhà Lê mới trung hưng, trở lại quản lý Bắc Bộ, đuổi nhà Mạc lên Cao Bằng.
Lê Kính Tông lên ngôi (1600), phong ông làm Diễn Gia hầu. Năm 1606, ông làm chánh sứ sang Trung Quốc triều kiến nhà Minh. Năm 1608 ông trở về, được phong làm Tả thị lang bộ Hộ.
Đầu năm 1610 ông dâng khải lên chúa Trịnh Tùng đề nghị hai việc:
1. Xin định ngôi thế tử và giao cho giữ binh quyền để cố kết lòng dân
2. Xin xử trí các cường phiên – các tù trưởng vùng xa được hưởng thế tập cha truyền con nối – chuyên quyền một trấn để thống nhất chế độ.

Trịnh Tùng tuy khen đề nghị của ông nhưng không làm theo.
Năm 1618, ông lại dâng khải điều trần 6 việc:
1. Xin sửa đức chính để cầu mệnh trời giúp
2. Xin đè nén kẻ quyền hào địa phương để nuôi sức dân
3. Xin cấm phú dịch phiền hà để đời sống của dân được đầy đủ
4. Xin bớt xa xỉ để của cải trong dân được thừa thãi
5. Xin dẹp trộm cướp để dân được yên
6. Xin sửa sang quân chính để bảo vệ dân

Trịnh Tùng khen ngợi ông và làm theo.
Lê Thần Tông lên ngôi (1619), ông được thăng làm Thượng thư Bộ Binh. Ít lâu sau ông vào phủ Chúa Trịnh làm Tham tụng, sau đó thăng lên Thiếu phó.
Năm 1627, ông mất, thọ 65 tuổi, được truy tặng làm Thái bảo, Diễn quận công, thụy là Hòa Nghĩa.